# 四甘普乡
四甘普乡，是中华人民共和国四川省凉山彝族自治州越西县曾经下辖的一个乡。2021年1月12日，撤销四甘普乡和拉普乡，设立拉普镇。以原四甘普乡和原拉普乡所属行政区域为拉普镇的行政区域。

## 行政区划
四甘普乡撤销前下辖以下地区：
东洪村、衣比古村、宝珠村、波西村、一木洛村、力库村、瓦支村和机德村。